# Marcello d'Aste
Marcello d'Aste (1657–1709) foi um cardeal e arcebispo católico romano italiano.

## Biografia
Em 13 de janeiro de 1692, foi consagrado bispo por Galeazzo Marescotti, cardeal-sacerdote de Santi Quirico e Giulitta, com Giuseppe Bologna, arcebispo de Cápua, e Stefano Giuseppe Menatti, bispo titular de Cirene, servindo como co-consagradores.

## Sucessão episcopal
Enquanto bispo, ele foi o principal consagrador de:
- Ulrich von Federspiel, bispo de Chur (1693);

e o principal co-consagrador de:
- Andrea Deodati, arcebispo de Rossano (1697);
- Giuseppe Rodoero, bispo de Acerra (1697);
- Luigi Ruzini, bispo de Bérgamo (1698);
- Pietro Spínola, bispo de Ajaccio (1698).